# Les Proies du volcan
Les proies du volcan est le quatorzième album de la série des aventures d'Alix. Il a été publié en 1978 par Casterman.
En route vers l'Inde, Alix et Enak sont débarqués sur une île volcanique déserte après la mutinerie des hommes d'équipage. Alors qu'ils entreprennent de construire un abri et un radeau, une jeune fille (Malua) fait irruption. Elle parle un peu phénicien et explique qu'elle s'est enfuie de son village. Alix et Enak tentent alors d'entrer en relation avec les autochtones et découvrent que des marchands phéniciens obligent les villageois à livrer des jeunes hommes au dieu du volcan, en réalité pour qu'ils soient vendus comme esclaves. Avec l'aide de Malua, Alix et Enak libèrent les captifs des mains des Phéniciens alors qu'une éruption fait rage. Pour les remercier, les villageois aident les deux héros à construire un radeau. Malua, voulant partir avec eux, reste finalement avec les membres de sa tribu.

## Réalisation
Jacques Martin a été contraint par la rédaction du journal Tintin de censurer tant bien que mal la quasi-nudité des protagonistes, surtout les poitrines féminines, chose qu'il n'a pas appréciée. Pour se « venger », il livra ses dernières planches en retard, obligeant ainsi l'impression des poitrines qu'il avait dû censurer pendant une quarantaine de pages.
Selon ses propres dires lors d'une entrevue, Jacques Martin a déclaré qu'il avait utilisé un ancien scénario prévu initialement pour Paul Cuvelier, projet avorté.

## Accueil par la critique
Selon un article du 24 heures, cet album est un « chef d’œuvre » pour lequel il existe « une pluralité de lectures. »

### Documentation
- Antoine Roux, « Compte-rendu de lecture : Les Proies du Volcan », Schtroumpfanzine, no 21,‎ juillet 1978, p. 25.